# Скотс Хил (Тенеси)
Скотс Хил (енгл. Scotts Hill) град је у америчкој савезној држави Тенеси.

## Демографија
По попису из 2010. године број становника је 984, што је 90 (10,1%) становника више него 2000. године.
| Група             | 2000.       | 2010.       |
| Белци             | 881 (98,5%) | 960 (97,6%) |
| Афроамериканци    | 0 (0,0%)    | 0 (0,0%)    |
| Азијати           | 0 (0,0%)    | 3 (0,3%)    |
| Хиспаноамериканци | 9 (1,0%)    | 16 (1,6%)   |
| Укупно            | 894         | 984         |